# هوپفراو
هوپفراو (به آلمانی: Hopferau) یک شهر در آلمان است که در استالگوی واقع شده‌است.